# Elaeodendron
Elaeodendron är ett släkte av benvedsväxter. Elaeodendron ingår i familjen Celastraceae.

## Bildgalleri

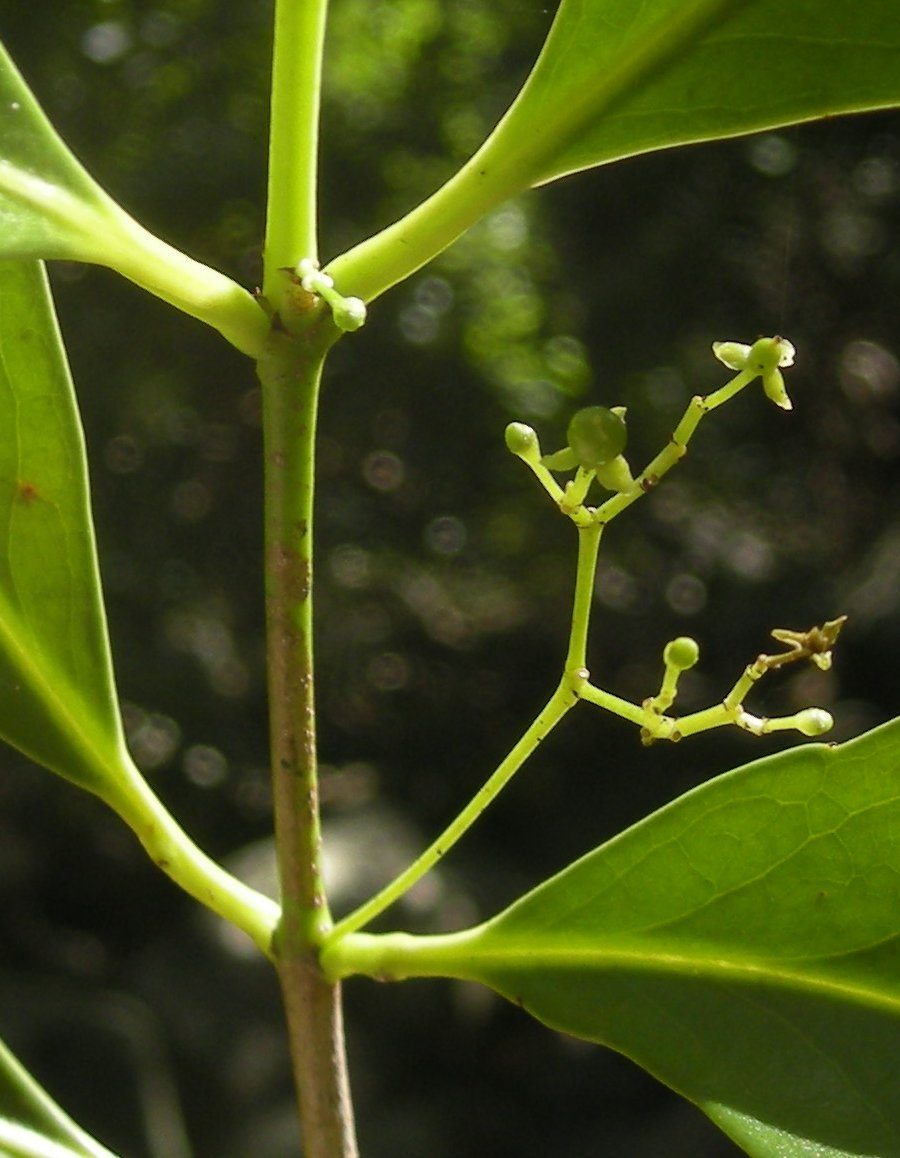
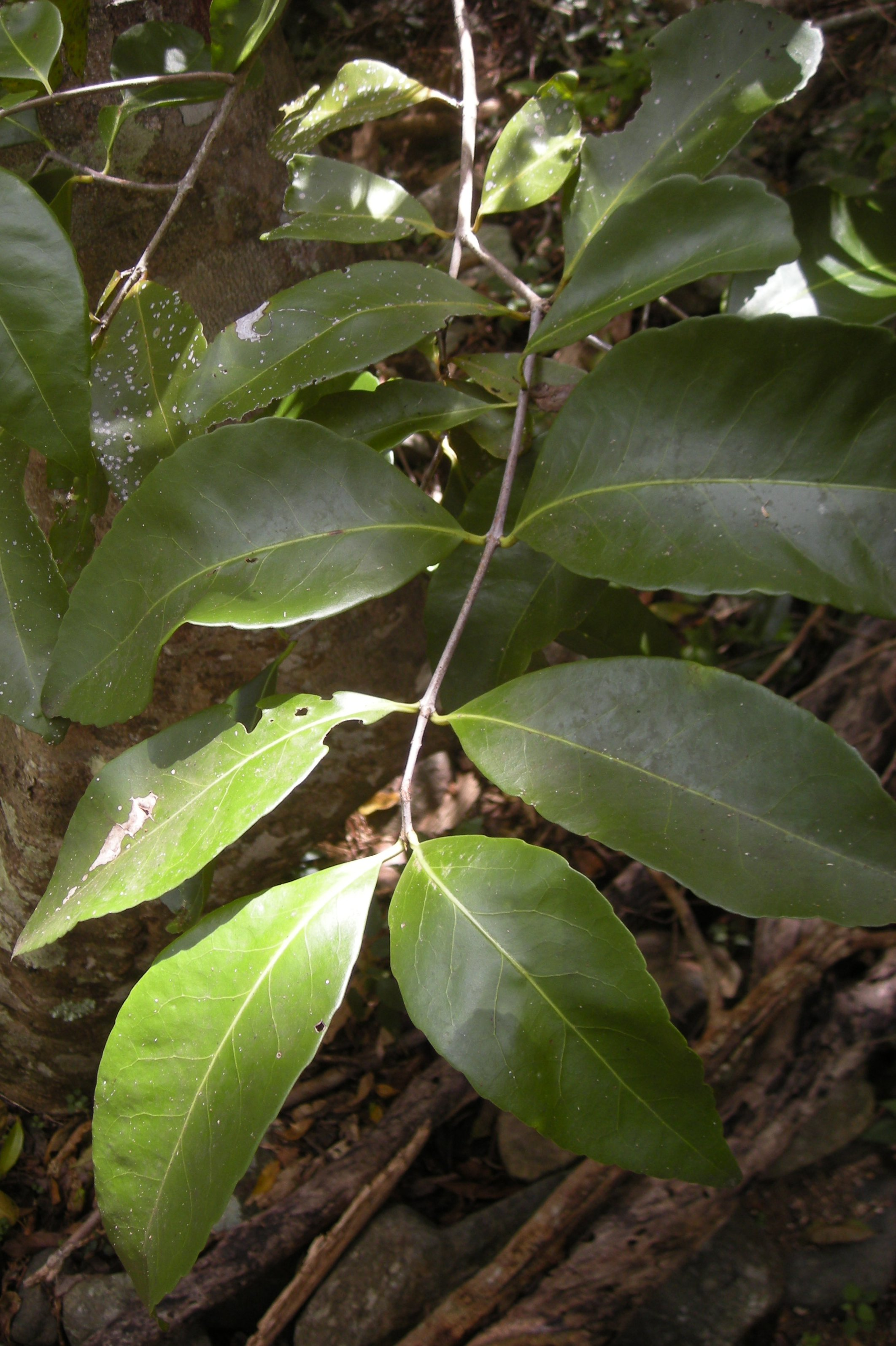
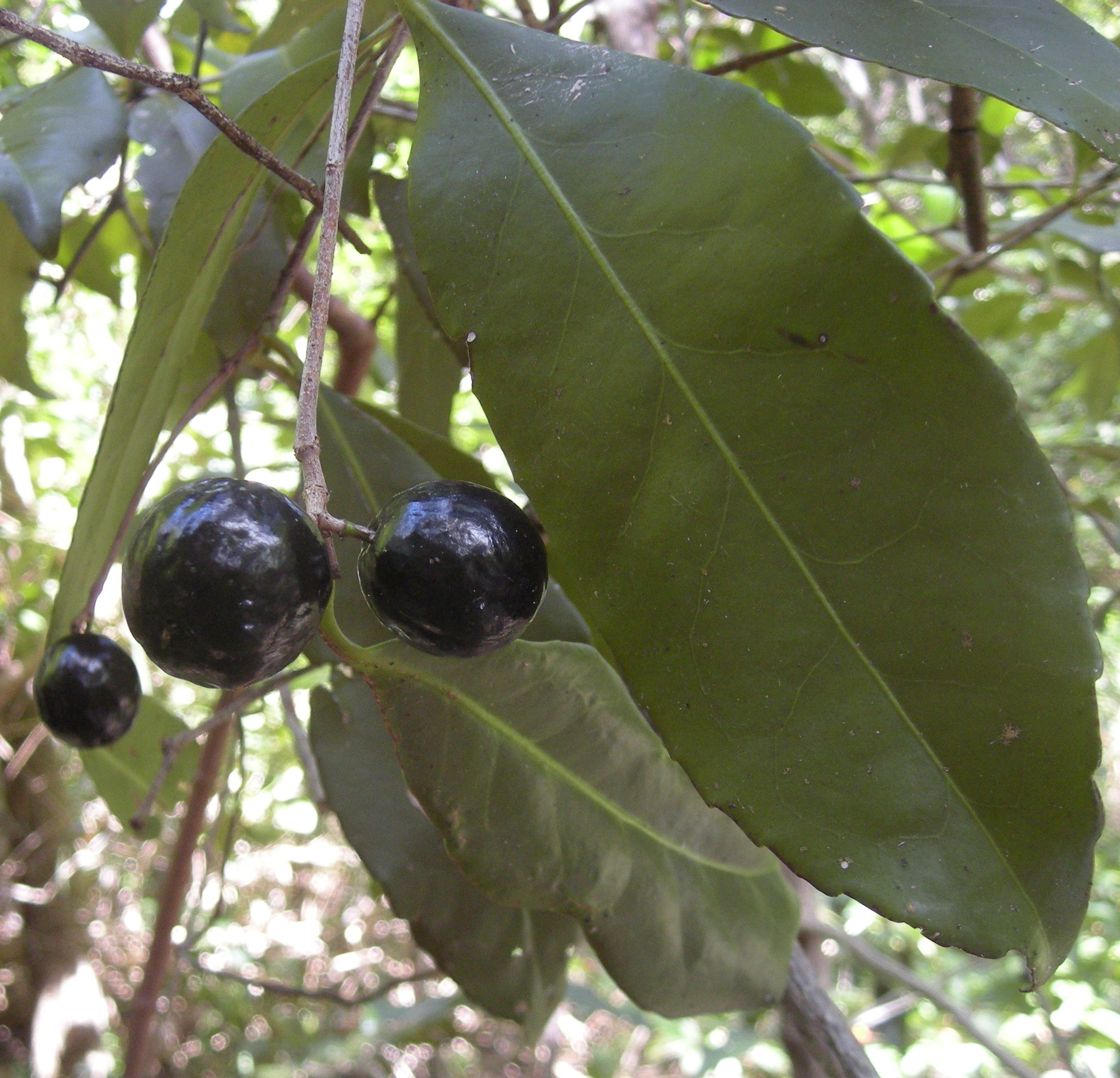
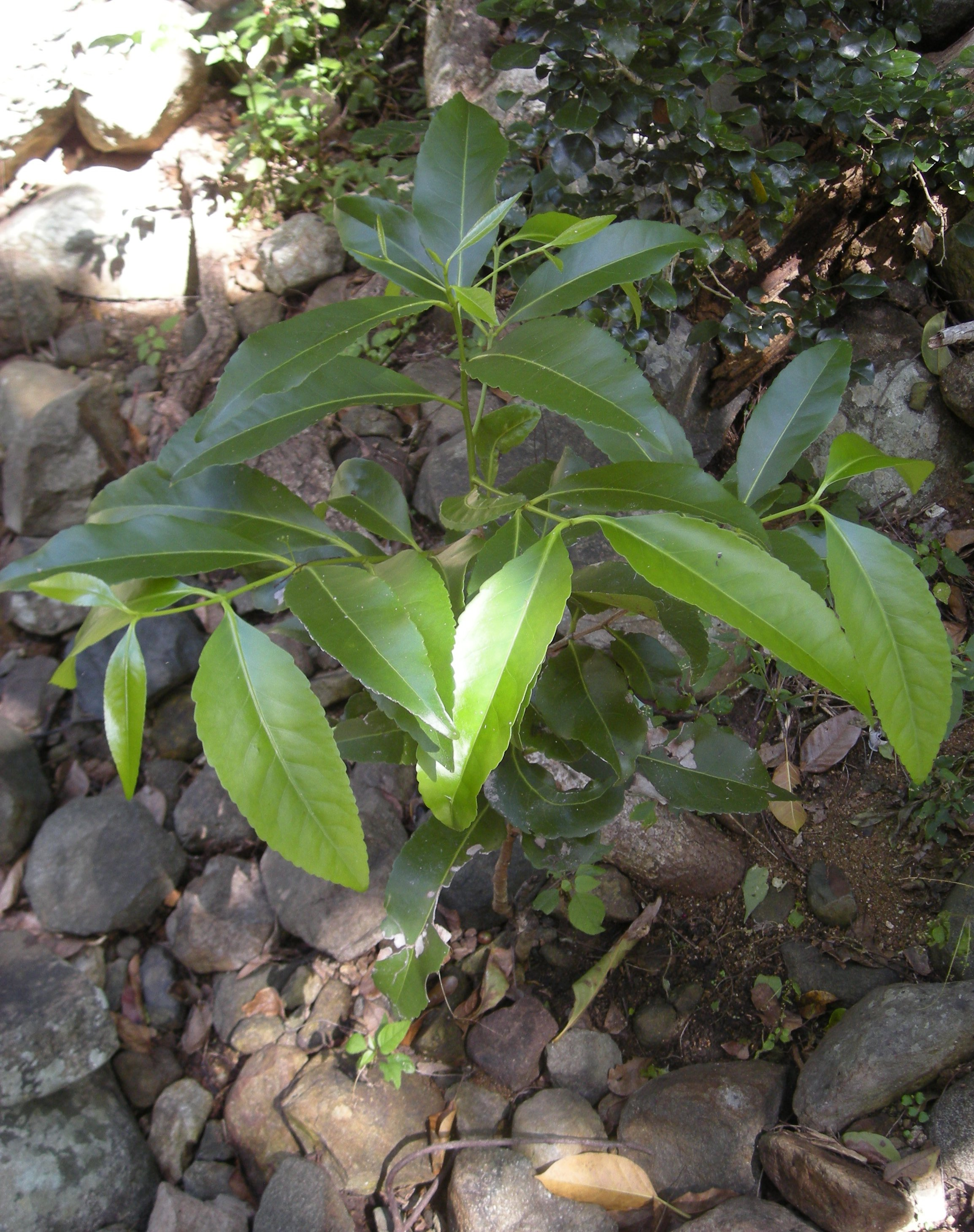

## Dottertaxa tillElaeodendron, i alfabetisk ordning[1]
- Elaeodendron albens
- Elaeodendron alluaudianum
- Elaeodendron anjouanense
- Elaeodendron aquifolium
- Elaeodendron australe
- Elaeodendron balae
- Elaeodendron brachycremastron
- Elaeodendron buchananii
- Elaeodendron bupleuroides
- Elaeodendron cowanii
- Elaeodendron croceum
- Elaeodendron cubensis
- Elaeodendron cunninghamii
- Elaeodendron curtipendulum
- Elaeodendron ehrenbergii
- Elaeodendron glaucum
- Elaeodendron grossum
- Elaeodendron humbertii
- Elaeodendron kedarnathii
- Elaeodendron koordersii
- Elaeodendron lanceolatum
- Elaeodendron laneanum
- Elaeodendron lippoldii
- Elaeodendron lycioides
- Elaeodendron matabelicum
- Elaeodendron melanocarpum
- Elaeodendron micranthum
- Elaeodendron nipensis
- Elaeodendron obiensis
- Elaeodendron orientale
- Elaeodendron paniculatum
- Elaeodendron parvifolium
- Elaeodendron pauciflorum
- Elaeodendron pininsulare
- Elaeodendron schinoides
- Elaeodendron schlechterianum
- Elaeodendron schweinfurthianum
- Elaeodendron trachycladum
- Elaeodendron transvaalense
- Elaeodendron trichotomum
- Elaeodendron trinitensis
- Elaeodendron viburnifolium
- Elaeodendron vitiense
- Elaeodendron xylocarpum
- Elaeodendron zeyheri